# H.J.W. Becht
H.J.W. Becht was een Nederlandse uitgeverij. Herman Johan Wilhelm Becht (Den Haag, 25 maart 1862 - Amsterdam, 26 februari 1922) begon als reiziger voor Van Holkema & Warendorf. In 1892 vestigde hij zijn eigen uitgeverij in Amsterdam. Vaste schrijvers van wie het werk bij Becht uitgegeven werd waren onder anderen Karl May en Top Naeff. Becht gaf ook de kinderboekenserie De Vijf uit. De letters H.J.W.B. stonden in het logo voor de zinsnede "Hebt In Werken Bevrediging", een traditie die bij meerdere uitgevers in zwang was.
In 1992 vierde de uitgeverij haar honderdjarig bestaan. Tegenwoordig vormt H.J.W. Becht samen met Uitgeverij J.H. Gottmer (1938) de Gottmer Uitgevers Groep, die is gevestigd in Haarlem. De naam Becht is bewaard gebleven in de imprints (namen waaronder de uitgeverij haar publicaties doet verschijnen) Altamira-Becht, voor boeken over spiritualiteit, en Becht, voor boeken over hobby, vrije tijd en lifestyle. De ISBN-code die H.J.W. Becht gebruikte was 90-230-xxxx-x. 